# 茅盾

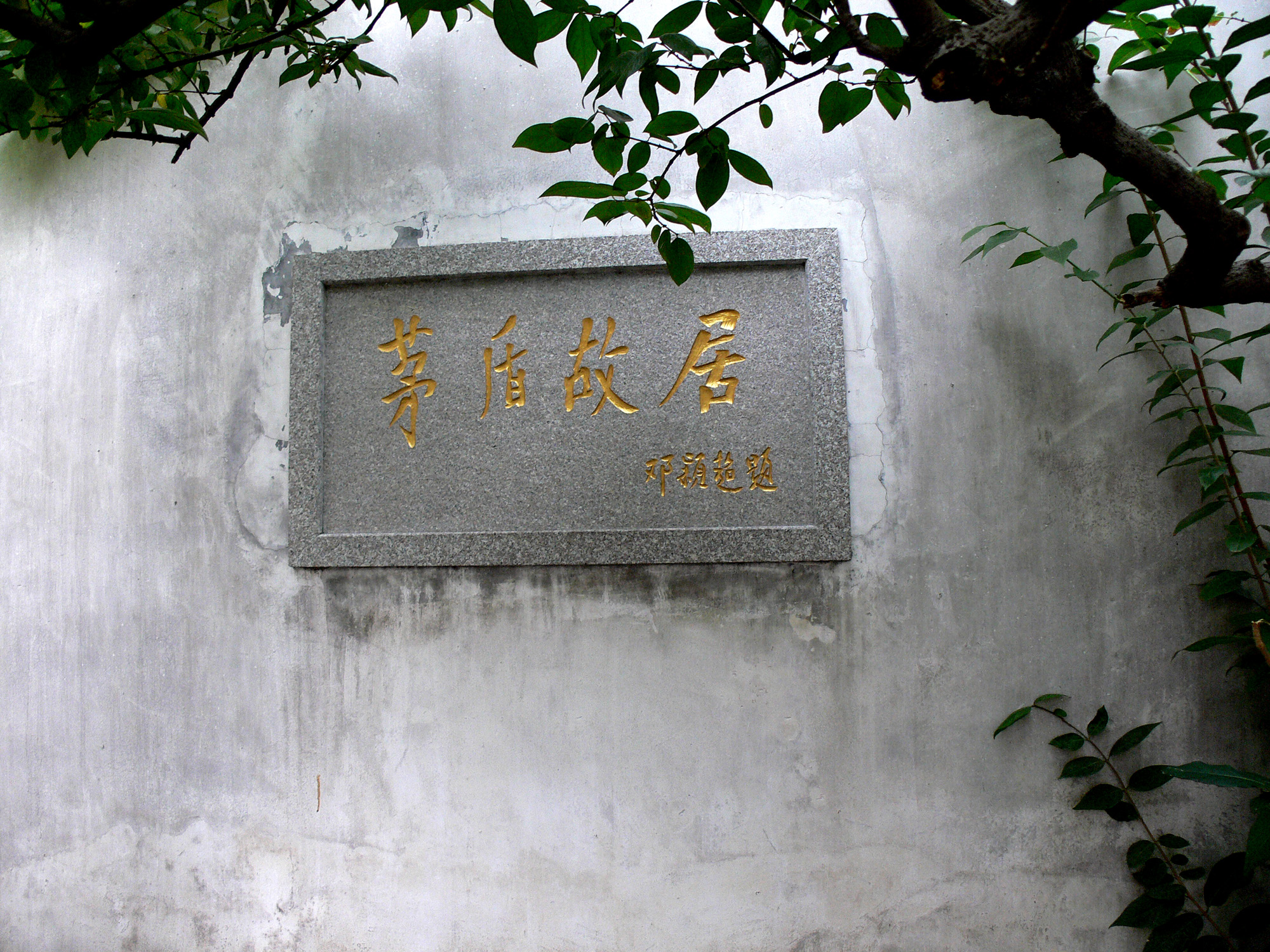
浙江桐乡乌镇茅盾故居

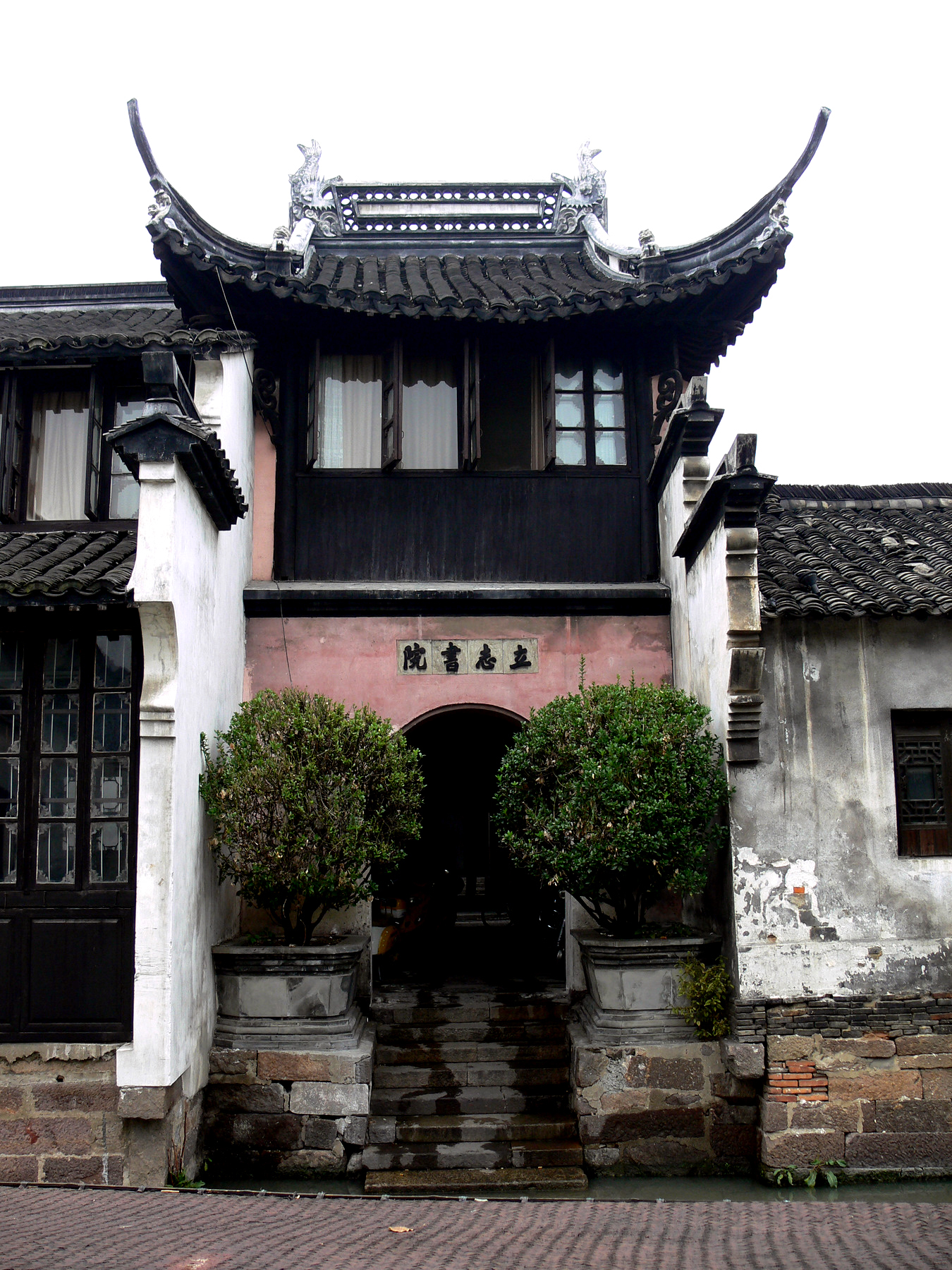
浙江桐乡乌镇茅盾故居近邻立志书院

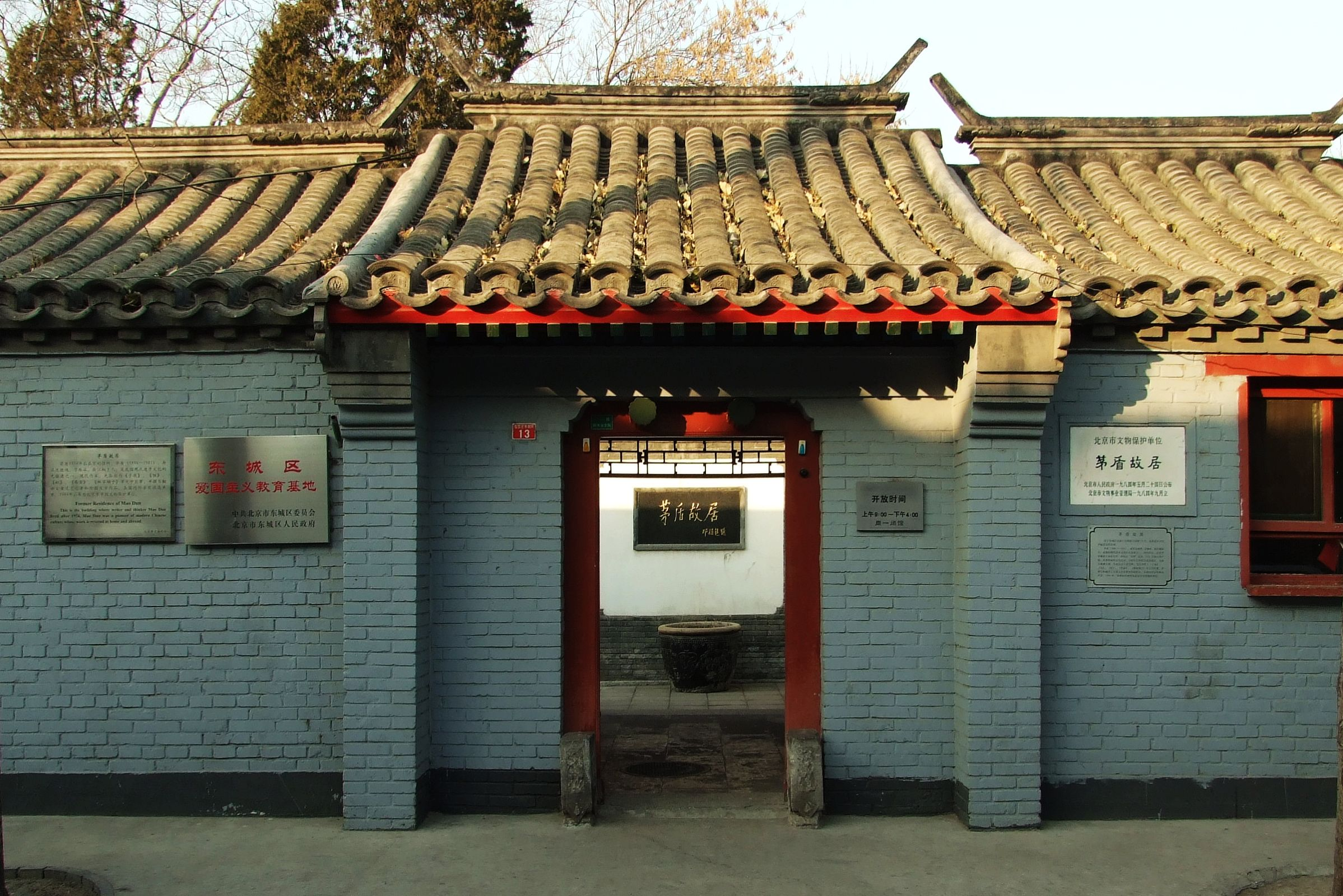
位于北京东城区的茅盾故居

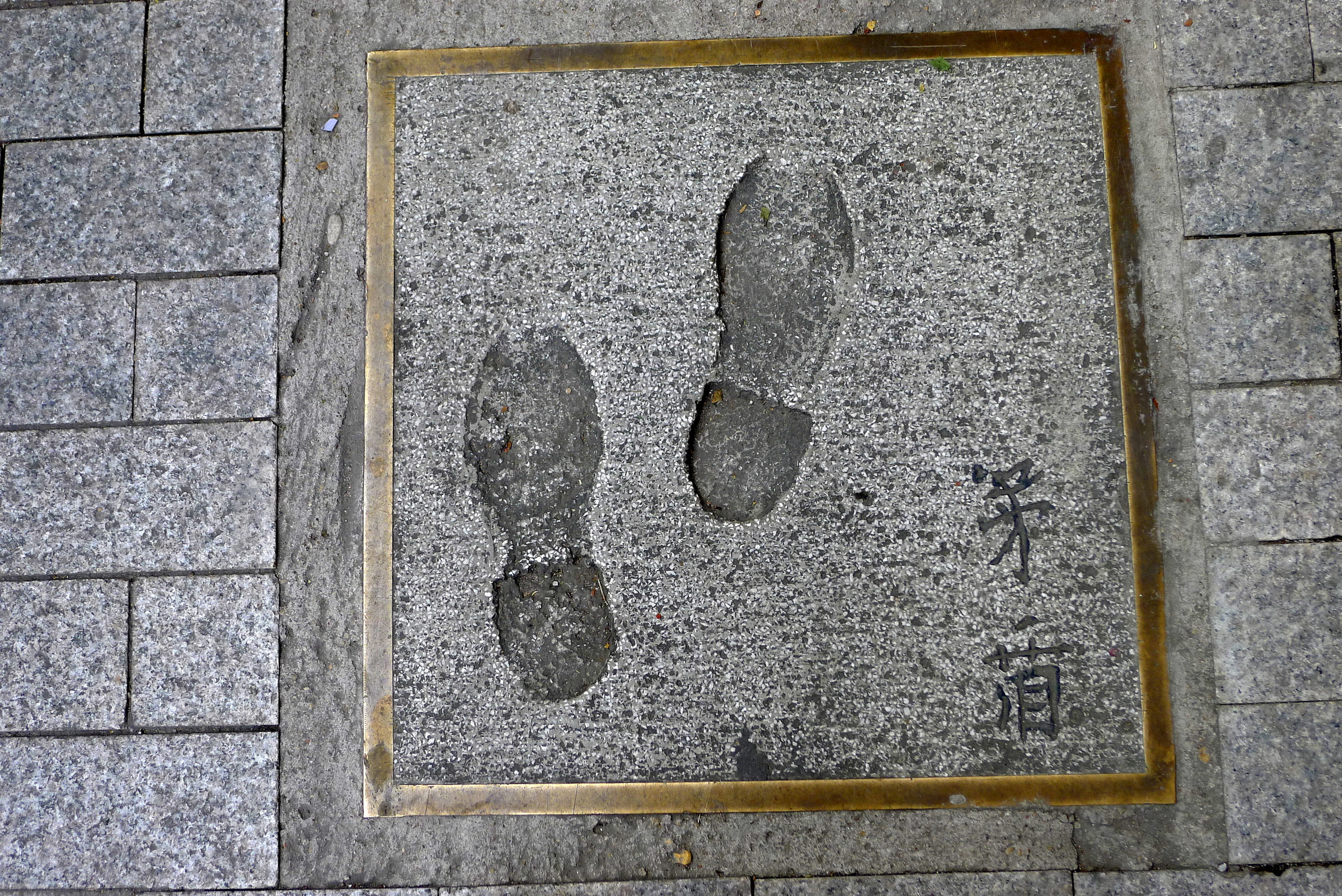
上海多伦路文化名人街茅盾足印

茅盾（1896年7月4日—1981年3月27日），原名沈鸿，谱名（一说学名）沈德鴻，幼名燕昌，字雁冰，别号醒狮山民，以字行，浙江桐乡人，中國现代作家及文学评论家，中国共产党、中华人民共和国政治人物，原副国级领导人。曾任全国政协副主席、中国作家协会主席。常用的笔名有茅盾、玄珠、方璧、止敬、蒲牢、形天、P生等。在文學創作方面，茅盾於1928年發表首部小說《蚀》（《幻滅》、《动摇》、《追求》三部曲）。代表作有《子夜》、《農村三部曲》（《春蠶》、《秋收》、《殘冬》）、《林家鋪子》、《第一個半天的工作》，除此之外，茅盾亦著有《西洋文學通論》。

## 生平
茅盾1896年生於浙江省桐乡县乌镇，父亲沈永锡，是开明的维新派，於1905年他十歲時逝世；母亲陈爱珠，是茅盾的第一个启蒙老师。
1901年，入家塾接受啟蒙。1904年，入乌镇勵志書院，后转入吳鎮公立植材高等小学。1910年，高小毕业，考入省立三中，插班二年級。次年秋，转入省立二中三年級。1912年，入读杭州私立安定中学。1913年，考入北京大学预科文科第一類。1916年，北大预科毕业，因家境貧困無力升學，經由親戚介紹就职于商务印书馆编译所。1918年2月，回乌镇与孔德沚结婚。1919年11月，他接受《小说月报》主编王莼农的邀请参与改革《小说月报》，在《學生雜誌》和《小說月報》發表文藝評論，并在1920年担任《小说月报》的主编。10月，經由李漢俊介紹，參加上海共产主义小组。
1921年2月，移居寶山路鴻興坊，母親和孔德沚皆來同住。春，与郑振铎、耿济之、王统照等12人发起成立文学研究会提倡現實主義文學，主编《小说月报》。沈雁冰和同時代大多從事文學創作的人一樣，早期提倡自然主義和新浪漫主義，但是隨著對社會的體察和思潮的影響不斷轉向了馬克思主義的革命文學和無產階級文藝。他對當時鴛鴦蝴蝶派和學衡派的論戰多有批判，認為他們的觀點只是簡單的延續古人的爭論，而沒有將倫理學，社會學等現代社會科學引入進來。常在陳獨秀處參加共產党支部活動，擔任聯絡員，並到平民女校教英文。1922年，在《小说月报》任编务，同時从事党中央联络员工作，为革命事业培养干部。1923年1月，辞去《小说月报》主编，在商务印书馆任编辑，同時在上海大学任課，講授小說和神話學；7月被选为中共上海地方兼区执行委员会委员。1925年5月，在《文学周报》第127期发表长篇论文《论无产阶级艺术》。1925年11月，奉中共中央指示与恽代英筹组国民党（左派）上海特别市党部，任宣传部长。1926年11月，中共中央决定派沈雁冰去武昌中国国民党中央军事政治学校政治科担任政治教员。在1927年主动脱党，7月寧漢合流後，從廬山牯嶺秘密返回上海，這段期間先后发表《幻灭》、《动摇》、《追求》－即三部曲《蚀》的创作，开始以茅盾为笔名发表作品。
1928年7月，与女友秦德君避居日本，秦化名王芳，茅盾化名方保宗，同中国共产党失去组织关系，继续从事创作，完成长篇小说《虹》等著作。1929年，出版《神話研究ABC》，這是中國神話研究早期的重要論著。
1930年4月与秦德君一起回到上海，参加中国左翼作家联盟。5月，任左联行政书记，从事革命文艺活动和社会斗争。创办《北斗》。1932年，完成长篇小说《子夜》。在上海期間茅盾居住在樹德里（愚園路）。此時瞿秋白夫婦曾經在其住所居住一禮拜。1934年至1937年，他几次回乌镇写作，小说《林家铺子》及农村三部曲《春蚕》、《秋收》、《残冬》等就是以故乡的背景创作的。《中国的一日》是寫實主義小說。
1938年2月，全家到香港，主编《立报·言林》和《文艺阵地》，成为当时有重大影响的抗战刊物。
1939年抵新疆迪化，在新疆学院任教。1940年4月离开新疆，5月到达延安。
1949年7月，出席中华全国文代会，当选为全国文联副主席、中国文学工作者协会主席。1949年10月，中华人民共和国成立之后，被任命為首任中华人民共和国文化部部長。1974年到1981年去世一直住在後園恩寺胡同13號。文革期間也受到影響，1976年2月，身體狀況不斷變差，開始寫作回憶錄《我走過的道路》。
1979年当选为全国文联名誉主席、中国作家协会主席。
1981年3月27日，因病医治无效，於北京逝世。1981年中共中央恢复其中国共产党籍，从1921年起计算党龄。
茅盾逝世後，秦德君宣稱，曾幫茅盾構想、撰寫作品，长篇小说《虹》事實上是兩人合著。

## 代表作

### 长篇小说
- 《虹》1929，上海开明书店1930
- 《子夜》1933上海开明书店
- 《第一阶段的故事》1938作，重庆亚洲图书社1945
- 《腐蚀》1941上海华夏书店
- 《霜叶红于二月花》1942桂林华华书店
- 《锻炼》1948

### 中篇小说
- 《蚀》三部曲，上海开明书店1930
  - 《幻灭》上海商务印书馆1928
  - 《动摇》上海商务印书馆1928
  - 《追求》上海商务印书馆1928
- 《路》1930，上海光华书局1932
- 《三人行》1931上海开明书店
- 《多角关系》1936上海文学出版社
- 《少年印刷工》1936作，上海少年儿童出版社1982
- 《劫后拾遗》1942桂林学艺出版社
- 《走上岗位》1943

### 短篇小说
《茅盾短篇小说集》两卷共收51篇，《茅盾全集》两卷短篇小说共收54篇
- 《创造》1928，收入小说集《野蔷薇》
- 《林家铺子》1932，收入小说集《春蚕》
- 《春蚕》1932，收入同名小说集
- 《秋收》1933，收入小说集《春蚕》
- 《残冬》1933，生活书店同名小说集
- 《赵先生想不通》1934，收入小说集《泡沫》

### 散文
《茅盾全集》共有7卷散文
- 《白杨礼赞》1941
- 《苏联见闻录》1948上海开明书店
- 《如是我闻我见》
- 《跃进中的东北》1958作家出版社

### 文学评论
《茅盾全集》共有10卷中国文论，5卷外国文论
- 《自然主义与中国现代小说》1922
- 《小说研究ABC》1928世界书局
- 《鲁迅论》1927，收入《茅盾论创作》
- 《从牯岭到东京》1928，收入《茅盾论创作》
- 《研究和学习鲁迅》

### 自传
- 《茅盾自传》1934为美国记者伊罗生所编《草鞋脚》写的自传。
- 《茅盾小传》1936为美国友人史沫特莱之请而写的小传。
- 《我走过的路》上中下册，建国以前文学创作的自传。1981上册，1984中册，1988下册，人民文学出版社。

### 文集
- 《茅盾文集》全10册，1966香港今代图书公司
- 《茅盾选集》全5册，1994四川文艺出版社
- 《茅盾选集》全3册，1997人民文学出版社
- 《茅盾文集》全10册，2015中华工商联合出版社
- 《茅盾全集》共41卷，再加一卷附集。1984-2001人民文学出版社。第1-9卷为小说；第10卷为剧本、诗词、童话；第11-17卷为散文；第18-27卷为中国文论；第28卷为中外神话研究专集；第29-33卷为外国文论；第34卷为“古诗文注解”；第35-36卷为回忆录；第37-39卷为书信；第40-41卷为日记；附集卷收有关资料。
- 《茅盾译文全集》共10卷，2005知识产权出版社，收1917-1948年所译小说散文诗歌剧本文论政论及科普作品230余篇

## 纪念
1984年-1997年，人民文学出版社出版了38卷本的《茅盾全集》。2001年新版43卷
茅盾在故乡桐乡乌镇的居所茅盾故居被列为全国重点文物保护单位。
茅盾文学奖，是中国长篇小说的最高奖项。从1982年起每隔四年评一届。

## 评价
中國文学评论家夏志清曾說：“《子夜》一直被評家稱為最偉大的傑作，我偏認為它比不上他早期的《蝕》、《虹》和後期的《霜葉紅於二月花》。”“茅盾无疑仍是现代中国最伟大的共产作家，与同期任何名家相比，毫不逊色”。

## 家庭
父亲沈永锡，母亲陈爱珠。弟弟沈泽民是“二十八个布尔什维克”之一。
茅盾与夫人孔德沚育有一子韦韬、一女沈霞（1945年去世，无子女）。韦韬与陈小曼于1951年9月15日结婚，婚后育有一子沈韦宁（1957年出生）、二女沈迈衡、沈丹燕。

## 笔名
凡、韦、云、风、文、水、平、玄、兰、民、扬、江、华、仲、芬、甫、克、希、直、明、典、固、泽、波、威、盾、亮、恪、朔、珠、损、真、效、舫、浦、预、曼、铭、矛盾、小凡、山石、子荪、子渔、子敬、朗损、玄珠、方璧、止敬、蒲牢、朱琅、丙生、丙申、石萌、石崩、何典、冬芬、谢芬、明甫、阳秋、伯元、履箱、惕若、施华洛、高子荪、胡绳祖、朱仲珠、东方未明、逃墨馆主等。

## 延伸阅读
- 陳建華：《革命與形式——茅盾早期小說的現性展開》（上海：復旦大學出版社，2007）。
- 王德威著，胡曉真等譯：《寫實主義小說的虛構：茅盾，老舍，沈從文》（上海：復旦大學出版社，2011）。